# ألان أير (جغرافي)
ألان أير (بالإنجليزية: Alan Eyre)‏ هو جغرافي جامايكي، ولد في 1930.